# Bassin de l'Adour
Pour les articles homonymes, voir Adour (homonymie).
Le bassin de l'Adour, ou bassin versant de l'Adour, bassin versant du fleuve Adour et ses affluents, désigne aussi le bassin sédimentaire correspondant. La majorité des cours d'eau sont issus des Pyrénées et le bassin versant a une superficie, proche de 17 000 km2.
Le bassin de l'Adour intègre notamment les bassins du gave de Pau et du gave d'Oloron, qui forment le principal affluent de l'Adour qu'ils rejoignent 10 km après leur propre confluence à Peyrehorade.
Gave est le nom de nombreux affluents pyrénéens du bassin de l'Adour. Mais la Midouze, issue de la confluence du Midou et de la Douze à Mont-de-Marsan, a son bassin versant dans le Gers et les Landes.
Le bassin de l'Adour est situé au sud-ouest du bassin de la Garonne, avec qui il fait partie du Bassin aquitain (sédimentaire).
L'embouchure de l'Adour dans le golfe de Gascogne (océan Atlantique) se trouve entre les communes d'Anglet (Pyrénées-Atlantiques) et Tarnos (Landes).

## Géographie
Les trois principaux secteurs géologiques sont les Pyrénées au sud, des coteaux vallonnés dans le piémont, et les sables landais (au nord de l’Adour) à l’ouest.
Les paysages principaux de ce territoire comprennent la présence de landes et broussailles en altitude, de terres cultivées sur la partie centrale du bassin et de forêts à l’ouest.
Le climat, de type montagnard dans les Pyrénées, est à dominante océanique sur la partie centrale et littorale.

### Régions et départements traversés
L'Adour et ses affluents traversent deux régions et quatre départements français :
- En région Nouvelle-Aquitaine, les départements Pyrénées-Atlantiques et Landes
- En région Occitanie, les départements Hautes-Pyrénées et Gers

### Affluents de l’Adour
L'Adour se forme dans la vallée de Campan en Haute-Bigorre de la réunion de trois torrents.
1. en Haute-Bigorre :
  - les trois branches fondatrices sont :
    - (D) l'Adour de Payolle, du massif de l'Arbizon (2 831 m),
    - (G) l'Adour de Gripp, en provenance du Tourmalet (2 114 m) et du massif du pic du Midi de Bigorre (2 876 m)
    - (G) l'Adour de Lesponne (18,6 km), en provenance de la Hourquette d'Ouscouaou et du massif de Lascours (2 488 m),

  - (G) la Gailleste (11,1 km)
2. en Rivière-Basse, de Maubourguet à Riscle (Hautes-Pyrénées et Gers)
  - (G) l'Échez
  - (D) l'Estéous
  - (G) le Louet
  - (D) l'Arros
  - (D) le Bouès
3. Armagnac & Vic-Bilh, de Riscle à Aire-sur-l'Adour
  - (G) le Bergons
  - (G) le Saget
  - (G) le Léez
4. Pays de Marsan rive droite et Chalosse, pays d'Orthe rive gauche, d'Aire-sur-l'Adour à Port-de-Lanne
  - (D) le Gioulé
  - (G) le Bahus
  - (G) le Gabas
  - (D) la Midouze, formée de la confluence (réunion) du Midou et de la Douze (rivière) à Mont-de-Marsan,
  - (G) le Louts
  - (G) le Luy, ou les Luy réunis, formés du Luy de France et du Luy de Béarn.
  - (G) les Gaves réunis confluence du gave de Pau et du gave d'Oloron à Peyrehorade,
5. Pays de Gosse et de Seignanx rive droite et Pays basque rive gauche
  - (G) la Bidouze, en provenance des Arbailles,
  - (G) l'Aran (rivière), en provenance du Baïgura,
  - (G) l'Ardanabia
  - (G) la Nive, à Bayonne.

### Affluents des Gaves
La confluence du gave de Pau et du gave d'Oloron forme les Gaves réunis, 10 km avant leur confluence (rive gauche) avec l'Adour.
|  |  |